# Gérard Le Cloarec
Pour les articles homonymes, voir Cloarec.
Gérard Le Cloarec est un peintre français né à Penmarc'h (Finistère) le 29 décembre 1945.

## Biographie
- 1968 : Diplôme de l'École nationale supérieure des Arts Décoratifs. Exposition galerie des Beaux-Arts, Paris
- 1972 : Hommage à Yehudi Menuhin qu'il rencontre lors de son exposition sur la musique à la maison de la culture, Suresnes
- 1980 : Galerie Grey à Cannes chez Christine Zanini. Voyage aux États-Unis
- 1982 : Retour à New York pour une exposition galerie Y. Musée cantonal des Beaux-Arts, Lausanne, Suisse. Il rencontre René Berger, conservateur. Nouveau voyage aux États-Unis. Exposition à la Pulsart Fondation et au centre culturel français de Los-Angeles.
- 1983 : Studio Spazzapan, Los Angeles
- 1984 : Fait la connaissance de Pierre Restany.
- 1985 : Le Cloarec rencontre Pierre Cardin qui l'accueille à l'Espace Cardin à Paris pour une exposition et une mise en scène de personnages peints, maquillés par Guerlain.

Il expose au musée des Arts décoratifs à Paris en compagnie de Claire Barrat, qui crée une ligne de vêtements inspirée de ses tableaux. 
Le conservateur M. Woelh l'accueille au musée d'Orange.
Pierre Cardin lui fait réaliser une fresque dans sa maison de Port La Galère. 

### Prix
- 1978 : Prix Pierre Cornette de Saint-Cyr au musée d'art moderne, Paris

## Expositions récentes
- 1990 : Présentation de l'ensemble du travail sur Le Penseur à la Fondation Vasarely, Aix-en-Provence (avec les artistes Pat Andrea, B. Baudel, G. Becca, Gérard Bignolais, Frédéric Brandon, Gilles Ghez, M. Tarazona)
- 1994 : Galerie R. Dorval, Le Touquet-Paris-Plage
- 1995 : Salon Art Jonction avec la galerie Grey, Cannes
- 1996 : Galerie Toft, Paris - Galerie R. Dorval, Le Touquet
- 1997 : Galerie Wam, Caen - Galerie Toft, Paris
- 1998 : « Les Pêcheurs de Regard » se découvrent : Galerie Dorval, Lille - Galerie Grey, Cannes - Foire de Strasbourg et Fondation Taylor, Paris
- 2001 : « Portraits du XXe siècle », Commanderie Saint Jean, Corbeil- Essonnes - « Portraits Paroxystiques », Espace Cardin, Paris
- 2002 : Galerie Le Garage, Toulouse
- 2003 : Galerie Bernard Dulon, Paris
- 2005 : Galerie Claude Lemand, Paris - Artludik, Paris
- 2006 : Galerie Le Garage, Orléans. Rétrospective Centre de découverte maritime, Penmarc'h
- 2007 : Galerie Saint-Vincent Vannes
- 2008 : « La mémoire du geste » avec Gérard Guyomard et Vladimir Veličković, galerie Le Garage Orléans - Maison de la Mer, Cavalaire-sur-Mer
- 2010 : « Gérard Le Cloarec et Bernard Morteyrol », galerie Anne-Marie et Roland Pallade[1], Lyon
- 2011 : Galerie MY Design, Paris